# Kōki Kido
Kōki Kido (jap. 木戸皓貴, Kido Koki; * 28. Juni 1995 in Mashiki, Präfektur Kumamoto) ist ein japanischer Fußballspieler.

## Karriere
Kōki Kido erlernte das Fußballspielen in der Jugendmannschaft vom Kumamoto United SC, der Schulmannschaft der Higashi Fukuoka High School sowie in der Universitätsmannschaft der Meiji-Universität. Seinen ersten Profivertrag unterschrieb er 2018 bei Avispa Fukuoka. Der Verein aus Fukuoka, einer Stadt auf Kyūshū, der südlichsten der japanischen Hauptinseln, spielte in der zweithöchsten japanischen Liga, der J2 League. Für Avispa absolvierte er 67 Zweitligaspiele. Ende der Saison wurde er mit dem Verein Vizemeister und stieg in die erste Liga auf. Nach dem Aufstieg verließ er den Verein und schloss sich Anfang 2021 dem Zweitligisten Montedio Yamagata aus der Präfektur Yamagata an. Hier stand er zwei Jahre unter Vertrag und bestritt 38 Ligaspiele. Die Saison 2023 spielte er beim Japan Football LeagueViertligisten ReinMeer Aomori FC. Nach 25 Ligaspielen wechselte er im Januar 2024 für eine Spielzeit zum ebenfalls in der vierten Liga spielenden Veertien Mie. Nach sechs Ligaspielen wurde sein Vertrag nach der Saison 2024 nicht verlängert.

## Erfolge
Avispa Fukuoka
- Japanischer Zweitligavizemeister: 2020  ▲